# آرسوز
آرسوز (به ترکی استانبولی: Arsuz) یک منطقهٔ مسکونی در ترکیه است که در استان ختای واقع شده‌است. آرسوز ۲٬۲۵۷ نفر جمعیت دارد و ۲۵ متر بالاتر از سطح دریا واقع شده‌است.